# George Gower
George Gower est un peintre anglais qui devint peintre officiel à la cour de la reine Élisabeth Ire en 1581.

## Biographie
On sait très peu de chose de sa vie, excepté qu'il était le petit-fils de Sir John Gower of Stittenham, Yorkshire.
Son premier travail documenté est le portrait double, daté de 1573 de Sir Thomas Kytson et de son épouse Lady Kytson, actuellement conservé à la Tate Britain à Londres.
En 1579, il a peint un autoportrait, sa palette à la main. Sa devise allégorique montre un compas en balance avec les armoiries de sa famille, revendication surprenante en Angleterre, où un peintre n'était guère plus considéré qu'un artisan.
Gower est également célèbre pour le portrait de la reine Élisabeth de 1579, maintenant à la Folger Shakespeare Library à Washington. La reine y porte un tamis, telle la vestale romaine Tuccia, qui transportait l'eau dans une passoire pour prouver sa chasteté. Le globe au-dessus de son épaule droite symbolise sa position dominante dans le monde.
Il a été nommé au poste de peintre officiel par la reine Élisabeth en 1581. Par ce titre, il lui incombait d'inspecter les portraits de la reine réalisés par d'autres artistes avant leur sortie officielle. Cela lui a donné la clientèle de l'aristocratie anglaise. Il était également responsable des décors peints dans les résidences royales, sur les carrosses et les meubles. On compte parmi ses œuvres, une fontaine (aujourd'hui détruite) et l'horloge astronomique du château de Hampton Court.
La version du portrait d'Élisabeth dit le portrait de l'Armada, conservé à l'abbaye de Woburn, a été anciennement attribué à Gower, en tant que version réduite de celui de la National Portrait Gallery. Les trois versions existantes de ce portrait qui commémore la victoire de l'Angleterre en 1588 sur l 'Armada espagnole sont aujourd'hui attribués à différents artistes anglais inconnus.

## Galerie

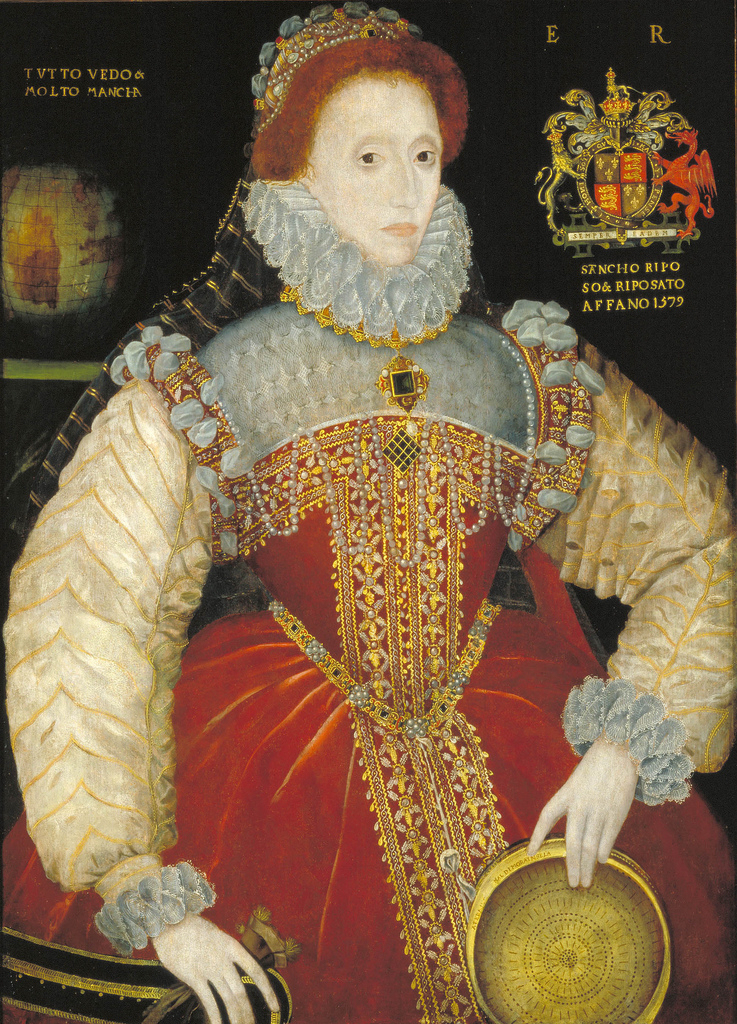
Élisabeth Ire Plimpton Sieve Portrait
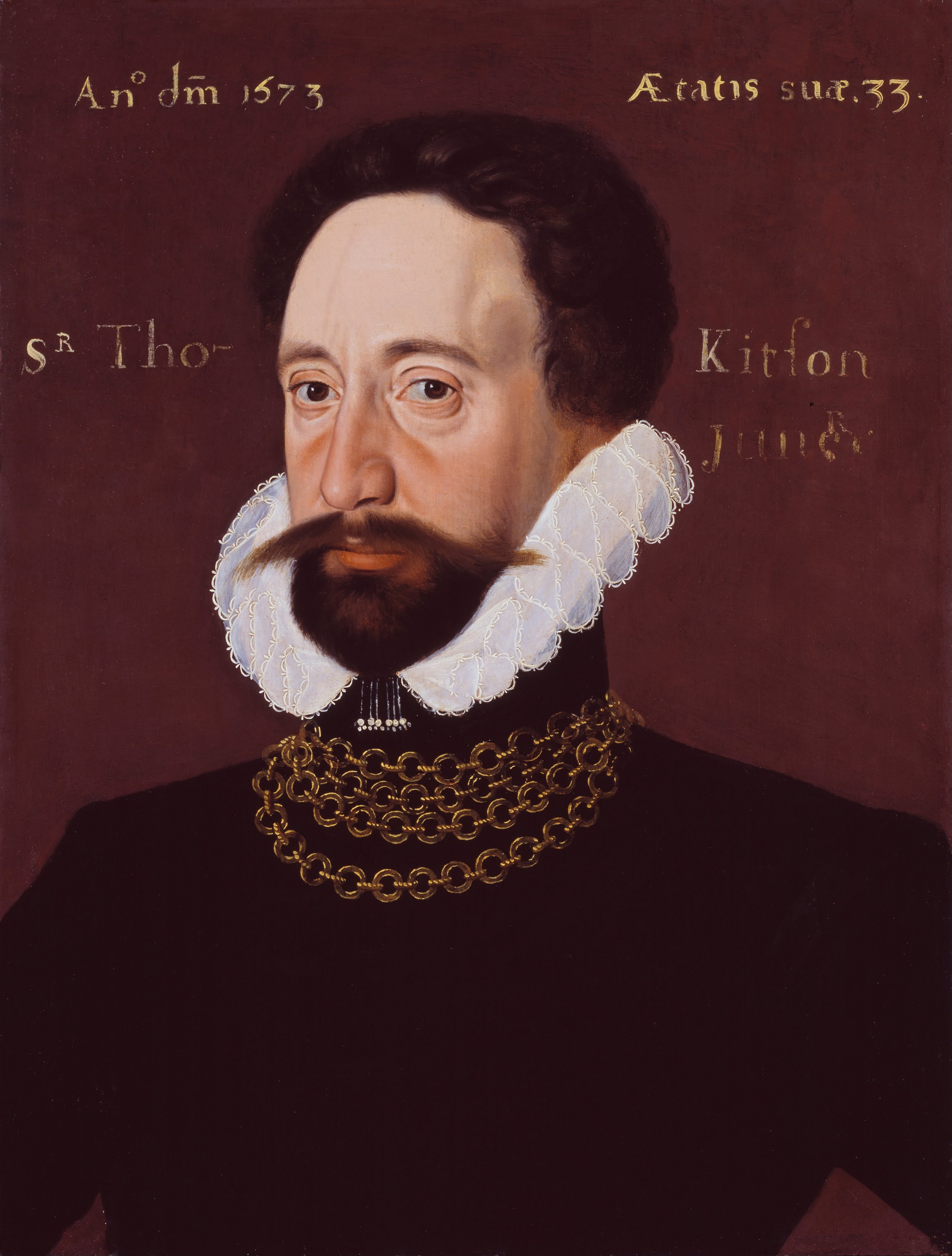
Thomas Kytson
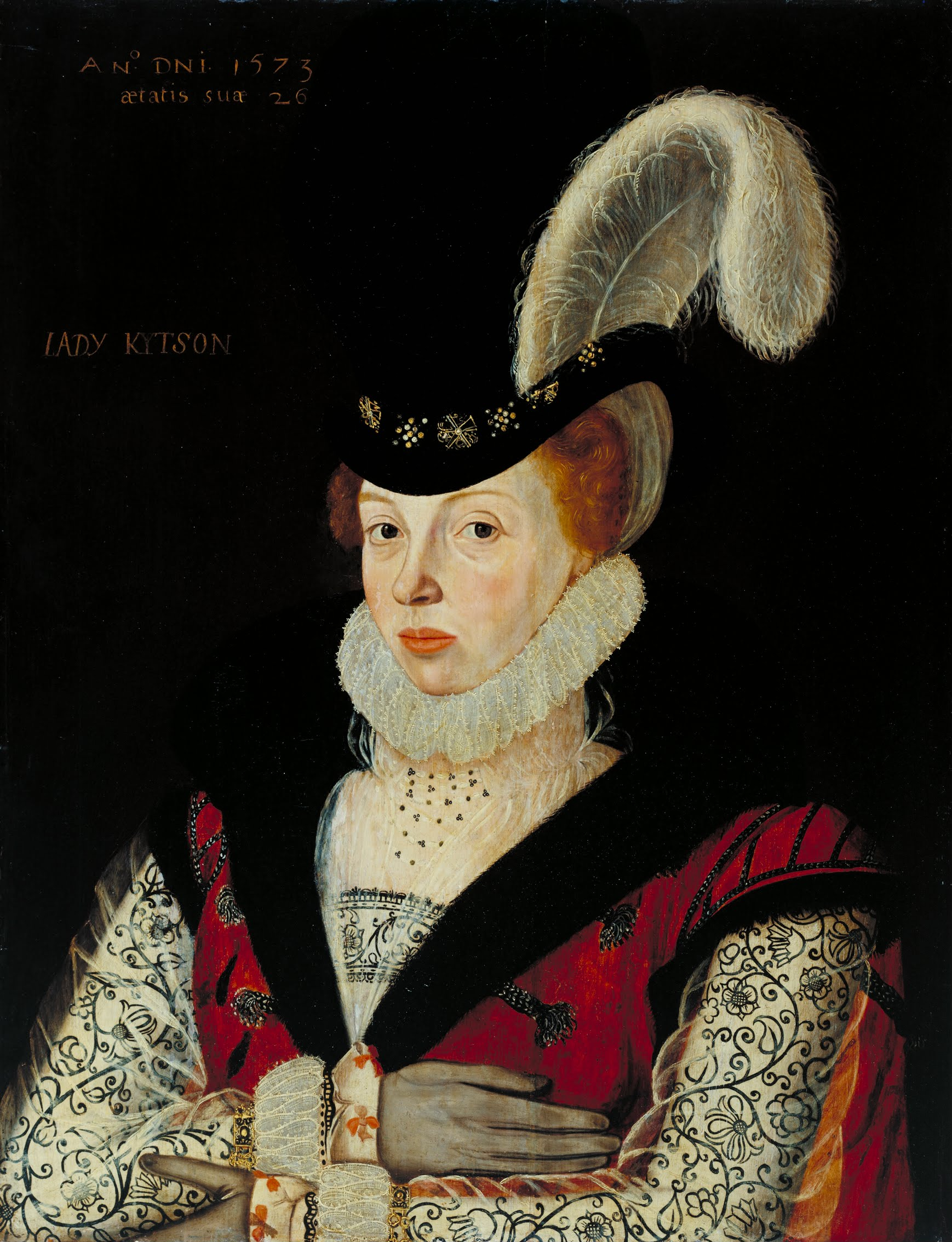
Elizabeth Kytson née Cornwallis
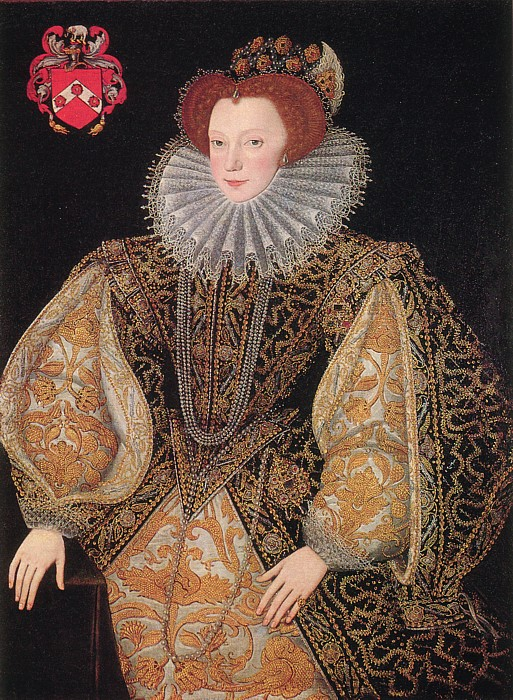
Lettice Knollys
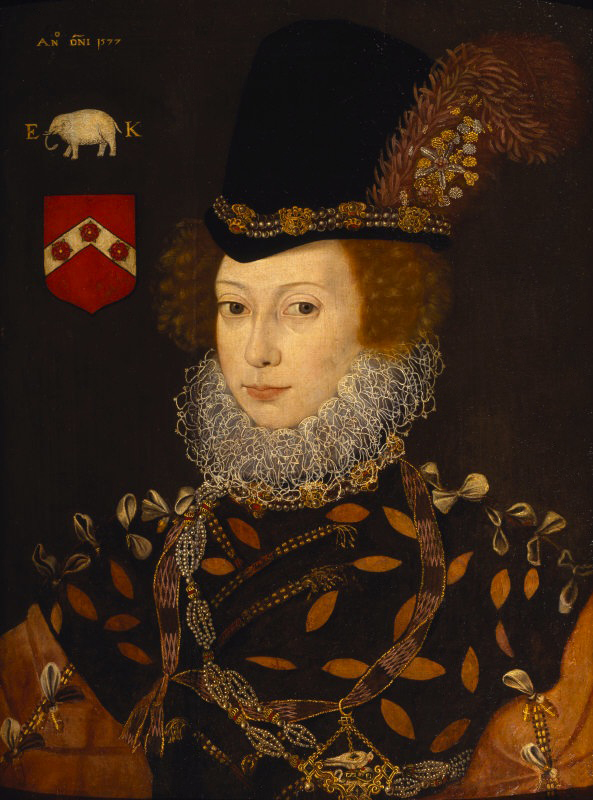
Elizabeth Knollys
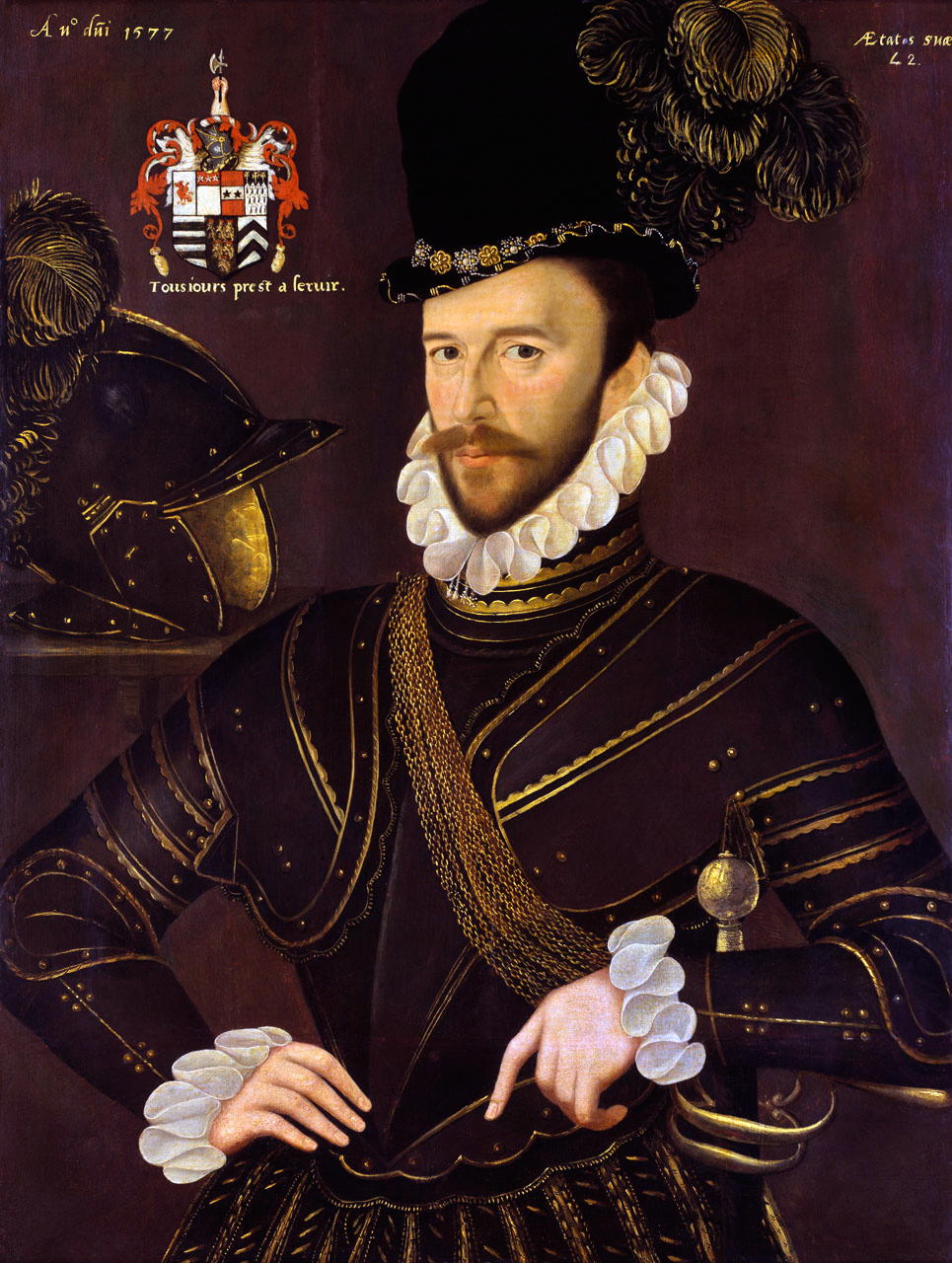
Richard Drake
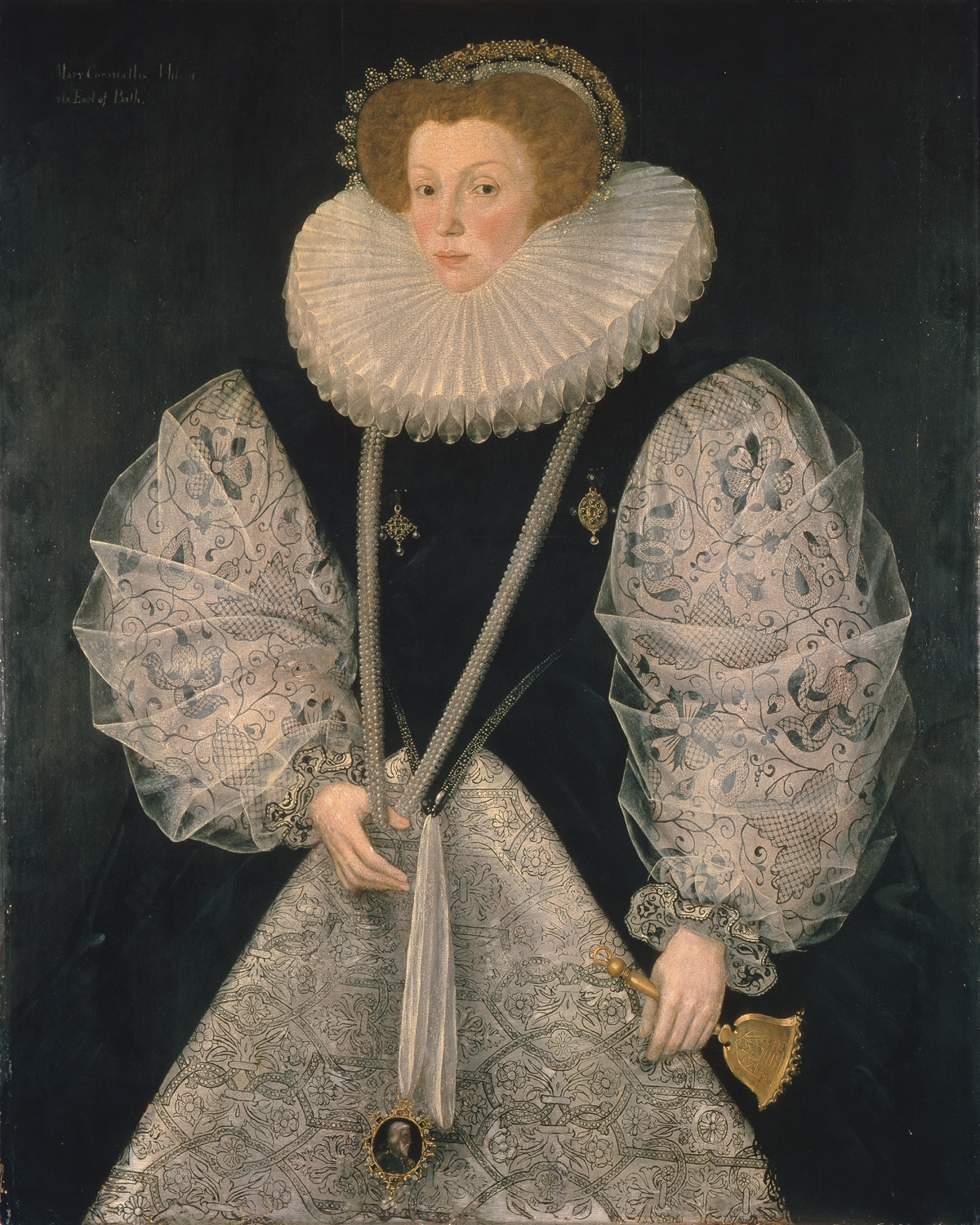
Mary Cornwallis
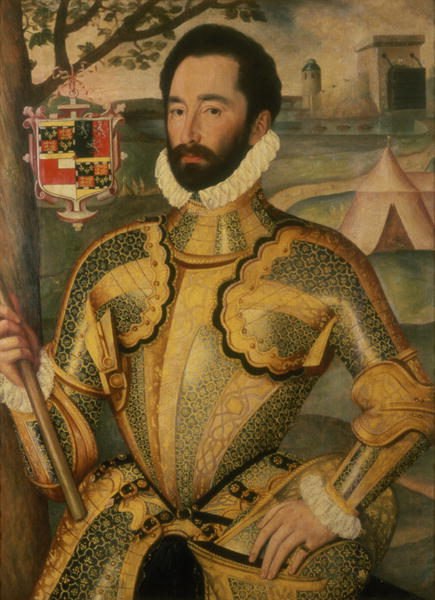
Hon. Charles Somerset

## Source de la traduction
- (en) Cet article est partiellement ou en totalité issu de l’article de Wikipédia en anglais intitulé « George Gower » (voir la liste des auteurs).